# Colonialskandal
Der Film Colonialskandal, auch aufgeführt unter Liebe im Rausch, ist ein in China spielendes, deutsches Ehe- und Beziehungsdrama aus den Jahren 1926/27 von Georg Jacoby mit Elga Brink in der Hauptrolle und den beiden Briten Stewart Rome und Jack Trevor als ihre Bewerber.

## Handlung
Die Engländerin Elga Lee wird vor einem japanischen Gericht des Mordes angeklagt. Sie war in das Land der aufgehenden Sonne gereist, um vor Ort eine Erbschaft anzutreten. Der Testamentsvollstrecker starb aber, bevor die Erbschaftsangelegenheit abgewickelt werden konnte. In dem Landsmann Jack Kent fand sie eine treue Hilfe in dieser Sache. Kent war es auch, der Elga mit dem wohlhabenden Chinesen Fu-Chow zusammenbrachte. Dieser Asiate aber wurde eines Tages, entflammt von seiner Leidenschaft, eine weiße Europäerin sein Eigen nennen zu dürfen, übergriffig, so dass Miss Lee ihn in Notwehr mit Fu-Chows eigenem Dolch erstach. Das Gericht sieht diese Causa genauso und spricht Elga Lee deshalb vom Mordvorwurf frei.
Diese Ausnahmesituation hat Elga und Jack einander nähergebracht. Sie haben sich ineinander verliebt und heiraten wenig später in aller Stille. Anschließend lässt sich das junge Glück in Schanghai nieder. Als Kent bei einem Ausritt schwer stürzt, muss er in der Folgezeit sehr lange das Bett hüten, um wieder vollständig zu genesen. Während der anschließenden Zeit der aufopfernden Pflege durch Elga ist auch Kents Freund, Robert Elliot, ein regelmäßiger Gast im Hause des Ehepaars. Als Elliot sie eines Tages bei einem gemeinsamen Spaziergang küssen will, stößt Elga ihn zurück, woraufhin es zum Zerwürfnis zwischen den beiden kommt. Derweil ist der bettlägerige Jack vollkommen ahnungslos, was sich gerade in seinem Umfeld abgespielt hat, da seine Frau ihm von Roberts Annäherungsversuch nichts sagt.
Als ein Fest anlässlich von Jacks Genesung in seinem Hause gegeben wird, nimmt Robert einen erneuten Anlauf in Sachen Elga und hat diesmal mehr Erfolg – so sehr viel mehr, dass Elga ihren Mann schließlich bittet, sie freizugeben. Noch ehe die Scheidungspapiere unterschrieben werden können, wird Elga heimlich Zeugin einer Eifersuchtsszene zwischen Robert und seiner Exfreundin Harriet, die dieser aber nicht wirklich ziehen lassen möchte, denn er sagt Harriet, dass er Elga überhaupt nicht liebe. Von Reue und Schuldgefühl gebeutelt, will Elga gebeugten Hauptes zu ihrem Noch-Ehemann zurückkehren.
Auf dem Weg zurück an Heim und Herd wird Elga jedoch von zwei von Harriet gedungenen Kulis überfallen und entführt. Elliots Ex, die ja in Wahrheit noch nicht seine Ex ist, will damit die lästige Konkurrentin loswerden. Elga landet als Gefangene der beiden Chinesen auf einer Dschunke. Harriet indes wird allmählich klar, was sie damit eigentlich angerichtet hat, und beichtet Robert Elliot ihr frevlerisches Handeln. Der geht zu Kent, und beide Männer machen sich auf den Weg, Elga zu finden und zu befreien. Es kommt zu einer Verfolgungsjagd und finalem Kampf Mann gegen Mann, bis Elga, die gerade in einer ominösen „Versteigerung“ an den Meistbietenden verschachert werden soll, aus den Händen der Schurken befreit werden kann. Elga kehrt schließlich in die Arme ihres treuen Gatten zurück.

## Produktionsnotizen
Colonialskandal wurde in der zweiten Jahreshälfte 1926 in Japan und China (Außenaufnahmen) sowie im Dezember 1926 und Januar 1927 und im Berliner Efa-Atelier gedreht. Der Film passierte am 2. März 1927 die Filmzensur und wurde am 14. April im Tauentzienpalast uraufgeführt. Da sich der Titel Colonialskandal als wenig zugkräftig erwies, wurde der Film kurz nach der Premiere in Liebe im Rausch umgetitelt.
Ein Großteil der Besetzung stand auch für Jacobys auf einer Weltreise entstandenen Inszenierungen Die Insel der verbotenen Küsse, Die Jagd nach der Braut und den Zweiteiler Die Frau ohne Namen vor der Kamera.
Die Filmbauten stammen von Hermann Warm und Franz Schroedter.

## Kritik
Paimann’s Filmlisten resümierte: „Das Sujet wirkt durch sein Milieu originell. Es ist interessant und klar gearbeitet. Hinsichtlich der Regie wäre mehr Tempo von Vorteil gewesen. Die Darstellung ist durchgehends gut. Besonders hervorzuheben sind die ganz ausnehmend schönen Originalaufnahmen aus Japan und China, die man in dieser Art noch selten gesehen (hat).“